# Glen Burtnik
Glen Burtnik (New Brunswick, 8 de abril de 1955) é um cantor, compositor e multi-instrumentista, mais conhecido como ex-membro da banda Styx.

## Biografia
Burtnik foi integrante da banda Styx, fundada em Chicago e que foi bastante popular nas décadas de 70 e 80. Tiveram grandes sucessos como "Come Sail Away", "Babe" e "Castle Walls".
Em trabalhos solo, Burtnik  lançou em 1993 o single "Face in the Mirror", composta especialmente para um comercial do aparelho de barbear Philishave, no entanto a canção acabou sendo bastante executada nas rádios naquele ano. No Brasil essa mesma canção foi incluída na trilha sonora internacional da novela "O Mapa da Mina", exibida pela TV Globo, também em 1993. A novela foi o último trabalho de Cassiano Gabus Mendes, que morreu 15 dias antes do término da obra, em 18 de Agosto de 1993, tendo entregue todos os capítulos.
Burtnik deixou oficialmente a banda Styx em 2003, alegando que gostaria de estar mais próximo de casa.

## Discografia

### Álbuns solo
- Talking in Code (1986)
- Heroes & Zeroes (1987)
- Slaves of New Brunswick (1991)
- Palookaville (1996)
- Retrospectacle (1996)
- Welcome To Hollywood (2004)
- Solo (You Can Hardly Hear) (2005)
- The Welcome To Hollywood Demos Vol. 1 (2005)